# Order of the Companions of Honour

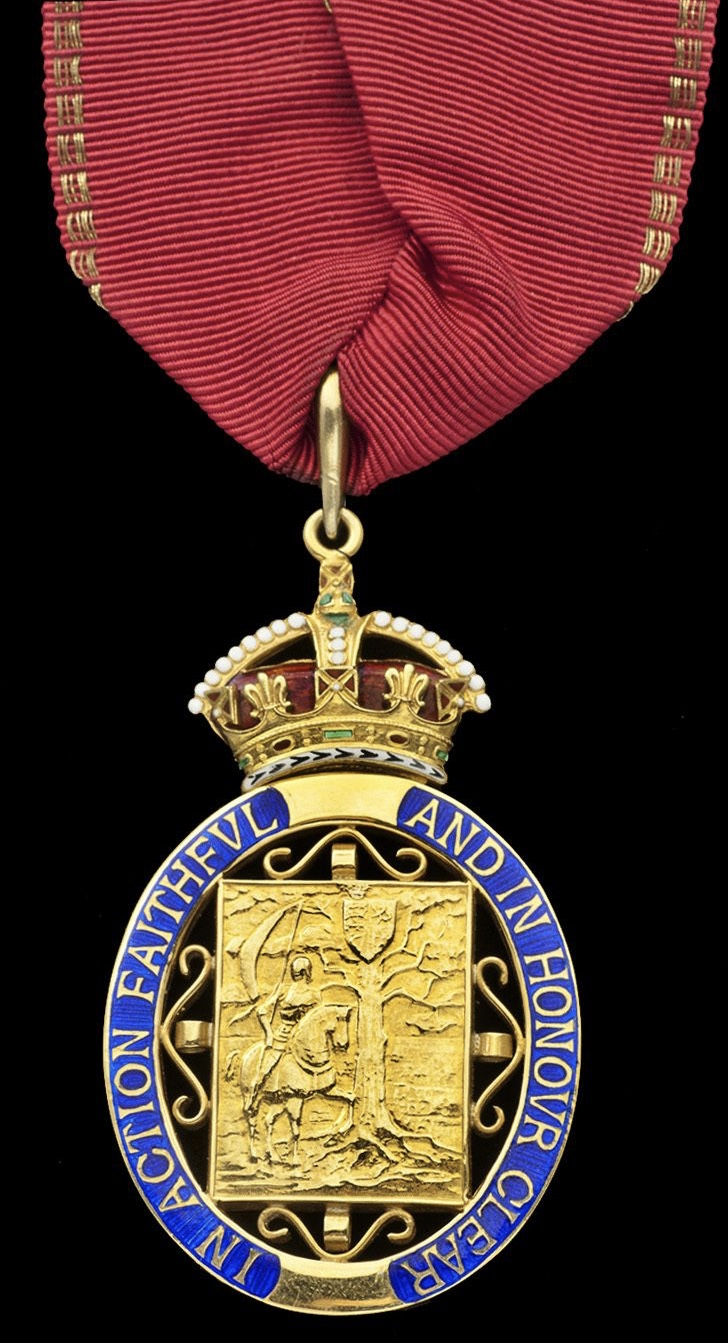
Insigne des Order of the Companions of Honour

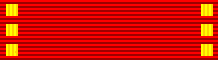
Ordensband

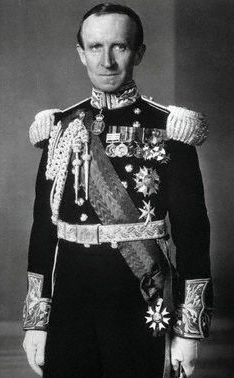
Lord Tweedsmuir mit dem Insigne eines Companion als Halsorden

Der Order of the Companions of Honour (englisch für „Orden der Gefährten der Ehre“) ist ein Orden des Vereinigten Königreichs und des Commonwealth. Er wurde am 4. Juni 1917 von König Georg V. zeitgleich mit dem Order of the British Empire gestiftet, um Lücken im System der Orden und Ehrenzeichen des Vereinigten Königreichs zu schließen. Der Order of the Companions of Honour war dabei besonders als Auszeichnung für herausragende Leistungen in den Bereichen Kunst, Musik, Literatur, Naturwissenschaften, Politik, Industrie und Religion vorgesehen.

## Ordensklassen
Der einklassige Orden hat außer dem Souverän maximal 65 Mitglieder, wovon 45 aus dem Vereinigten Königreich, 7 aus Australien, 2 aus Neuseeland und 11 aus anderen Ländern, deren Staatsoberhaupt der britische Monarch ist, stammen dürfen. Der Orden kann ehrenhalber auch an ausländische Personen verliehen werden; sie werden zur Höchstzahl nicht mitgezählt.
Mit der Verleihung des Order of the Companions of Honour wird der Geehrte nicht zum Knight geschlagen, darf sich also nicht Sir oder Dame nennen. Auch ist für die Ordensmitglieder kein besonderer Rang in der protokollarischen Rangordnung vorgesehen. Der Geehrte ist aber befugt, seinem Namen die Buchstaben „CH“ (sogenannte „post-nominals“) nachzustellen.

## Ordensdekoration
Das Ordenszeichen ist ein ovales Medaillon, auf dem eine Eiche abgebildet ist, während links ein Ritter zu Pferde in voller Rüstung dargestellt wird. Von einem Zweig des Baumes hängt das Wappen des Vereinigten Königreichs. Der Rand des Medaillons ist in leuchtendem Blau gehalten. In goldenen Lettern ist darin das Motto des Ordens IN ACTION FAITHFUL AND IN HONOUR CLEAR (Im Handeln treu und in Ehre klar) wiedergegeben. Das Ordenszeichen wird von einer Abbildung der Tudorkrone bekrönt.

## Trageweise
Männliche Mitglieder tragen das Ordenszeichen als Halsorden an einem roten Ordensband, das in Gold eingefasst ist, Frauen an einer Schleife auf der linken Schulter.

## Mitglieder des Ordens
- siehe: Mitglieder des Order of the Companions of Honour

### Derzeitige Mitglieder
- Souverän: Charles III.
- Royal Companion: Catherine, Princess of Wales (2024)[1]
- Mitglieder:

1. Lord Baker of Dorking, CH, PC (1992)
2. Lord King of Bridgwater, CH, PC (1992)
3. Dame Janet Baker, CH, DBE (1993)
4. Lord Owen, CH, PC (1994)
5. Sir David Attenborough, OM, CH, GCMG, CVO, CBE (1995)
6. Lord Hurd of Westwell, CH, PC (1995)
7. David Hockney, OM, CH (1997)
8. Lord Heseltine, CH, PC (1997)
9. Lord Patten of Barnes, KG, CH, PC (1997)
10. Sir John Major, KG, CH (1998)
11. Bridget Riley, CH, CBE (1998)
12. John de Chastelain, OC, CMM, CH, CD (1998)
13. Dan McKenzie, CH (2003)
14. Lord Hannay of Chiswick, GCMG, CH (2003)
15. Dame Judi Dench, CH, DBE (2005)
16. Sir Ian McKellen, CH, CBE (2007)
17. Lord Howard of Lympne, CH (2011)
18. Lord Young of Cockham, CH (2012)
19. Lord Coe, CH, KBE (2012)
20. Lord Strathclyde, CH, PC (2013)
21. Lord Campbell of Pittenweem, CH, CBE, QC (2013)
22. Sir Nicholas Serota, CH (2013)
23. Lady O’Neill of Bengarve CH, CBE, FBA, FRS (2013)
24. Kenneth Clarke, CH, PC, QC (2014)
25. Lady Mary Peters LG, CH, DBE (2015)
26. Lord Woolf, CH, PC, FBA (2015)
27. Sir Roy Strong, CH, FRSL (2016)
28. Lord Smith of Kelvin, CH, KT (2016)
29. Lady Amos, CH, PC (2016)
30. George Osborne, CH (2016)
31. Sir Richard Eyre, CH, CBE (2016)
32. Dame Evelyn Glennie, CH, DBE (2016)
33. Sir Alec John Jeffreys, CH, KBE (2016)
34. Sir Mark Elder, CH, CBE (2017)
35. Sir Paul McCartney, CH, MBE (2017)
36. J. K. Rowling, CH, OBE (2017)
37. Dame Stephanie Shirley, CH, DBE (2017)
38. Delia Smith, CH, CBE (2017)
39. Lord Stern of Brentford, CH (2017)
40. Lord Bragg, CH (2017)
41. Antonia Fraser, CH, DBE (2017)
42. Margaret MacMillan, CH CC (2017)
43. Richard Henderson, CH (2018)
44. Dame Kiri Te Kanawa, CH, DBE, ONZ (2018)
45. Margaret Atwood, CH, CC, O.ONT, FRSC (2018)
46. Lord McLoughlin, CH, Kt, PC (2019)
47. Sir Elton John, CH, CBE (2019)
48. Sir Keith Thomas, CH, FBA, FLSW, FRHistS (2019)
49. Sir Paul Brierley Smith, CH, CBE (2020)
50. Sir David Chipperfield, CH, CBE (2020)
51. Sir Paul Nurse, CH (2021)
52. Lord Field of Birkenhead, CH, PC (2021)
53. Sir Quentin Blake, CH, CBE (2022)
54. Sir Salman Rushdie, CH (2022)
55. Dame Marina Warner, CH, DBE (2022)
56. Sir Michael Marmot, CH (2022)
57. Sir Bill Cash, CH (2023)
58. Sir John Bell, GBE, CH, FRS, FMedSci, HonFREng (2023)
59. Ian McEwan, CH, CBE, FRSA, FRSL (2023)
60. Dame Anna Wintour, CH, DBE (2023)
61. Dame Shirley Bassey, CH, DBE (2023)
62. Gordon Brown, CH, PC (2024)
63. Sir Kazuo Ishiguro, CH, OBE (2025)
64. Dame Jocelyn Bell Burnell, CH, DBE, FRS, FRSE, FRAS (2025)
65. Sir Antony Gormley, CH, OBE (2025)

- Mitglieder ehrenhalber:

1. Amartya Sen, CH (2000)